# Arkadij Worobjow
Arkadij Nikitycz Worobjow (ros. Аркадий Никитич Воробьёв; ur. 3 października 1924 w Mordowie, zm. 22 grudnia 2012 w Moskwie) – radziecki sztangista, trzykrotny medalista olimpijski, wielokrotny medalista mistrzostw świata i Europy.

## Kariera
Startował w wadze lekkociężkiej (do 82,5 kg) oraz półciężkiej (do 90 kg). Pierwszy sukces osiągnął w 1950 roku, kiedy zdobył srebrny medal w wadze lekkociężkiej na mistrzostwach świata w Paryżu. W zawodach tych rozdzielił na podium Stanleya Stanczyka z USA i Egipcjanina Arabiego Awadiego. Na rozgrywanych dwa lata później igrzyskach olimpijskich w Helsinkach zdobył brązowy medal w tej samej kategorii, ulegając tylko swemu rodakowi, Trofimowi Łomakinowi i Stanczykowi. W 1953 roku zwyciężył na mistrzostwach świata w Sztokholmie, pokonując Łomakina i Stanczyka.
Od 1954 roku startował w wadze półciężkiej. Już na mistrzostwach świata w Wiedniu zwyciężył z wynikiem 460 kg, ustanawiając nowy rekord świata. Złote medale zdobywał także na trzech kolejnych edycjach tej imprezy: MŚ w Monachium (1955), MŚ w Teheranie (1957) i MŚ w Sztokholmie (1958). W międzyczasie wystartował na igrzyskach olimpijskich w Melbourne, gdzie także zwyciężył, poprawiając jednocześnie własny rekord świata wynikiem 462,5 kg. Pozostałe miejsca na podium zajęli Amerykanin Dave Sheppard i Francuz Jean Debuf, obaj z wyraźną stratą (Sheppard – 20 kg, Debuf – 37,5 kg). Podczas mistrzostw świata w Warszawie w 1959 roku pierwszy raz od sześciu lat nie zwyciężył. Zajął tam drugie miejsce, rozdzielając Louisa Martina z Wielkiej Brytanii i Polaka Czesława Białasa. Na igrzyskach w Rzymie w 1960 roku Worobjow ponownie był najlepszy, po raz kolejny poprawił też rekord świata, tym razem podnosząc 472,5 kg. Na podium stanęli też Łomakin i Martin, ze startą odpowiednio 15 kg i 27,5 kg. Ostatni sukces osiągnął na mistrzostwach świata w Wiedniu w 1961 roku, gdzie zajął trzecie miejsce, plasując się za Polakiem Ireneuszem Palińskim i Louisem Martinem.
Worobjow wielokrotnie zdobywał medale mistrzostw Europy w tym złote na ME w Paryżu (1950), ME w Sztokholmie (1953), ME w Wiedniu (1954), ME w Monachium (1955) i ME w Sztokholmie (1958), srebrny na ME w Warszawie (1959) i brązowy podczas ME w Wiedniu (1961). Wielokrotnie bił rekordy świata.
Ukończył medycynę. W czasie II wojny światowej służył w wojsku, po jej zakończeniu rozminowywał port w Odessie.

## Starty olimpijskie
Helsinki 1952
- kategoria do 82,5 kilogramów – brąz

Melbourne 1956
- kategoria do 90 kilogramów – złoto

Rzym 1960
- kategoria do 90 kilogramów – złoto